# Samnanger
Samnanger est une kommune limitrophe de Bergen, dans le comté de Vestland, en Norvège.